# Aero Spacelines Pregnant Guppy
Aero Spacelines Pregnant Guppy – amerykański szerokokadłubowy samolot transportowy przeznaczony do transportu dużych ładunków. 

## Historia
Firma Aero Spacelines w 1961 r. zdecydowała się nad pracę nad bardzo dużym samolotem transportowym zdolnym do przewożenia niestandardowych ładunków. W tym celu przebudowano Boeinga B-377. Jego kadłub został wydłużony do góry, co dało możliwość przewożenia w komorze ładunkowej obiektów o wysokości 6,02 m. W 1963 r. samolot wprowadzono do użytku, w 1995 r. rozpoczęto ich wycofywanie i zastępowanie przez Airbus A300-600ST. Samolot był używany głównie przez NASA podczas przygotowań do programu Apollo. Pregnant Guppy był pierwszym modelem z serii samolotów Guppy, produkowanym przez Aero Spacelines.